# Journal of Physiology and Biochemistry
Das Journal of Physiology and Biochemistry, abgekürzt J. Physiol. Biochem., ist eine wissenschaftliche Fachzeitschrift, die vom Springer-Verlag veröffentlicht wird. Die Zeitschrift ist ein offizielles Publikationsorgan der Universität von Navarra. Sie wurde 1945 unter dem Namen Revista española de fisiología gegründet, erhielt 1996 den derzeitigen Namen. Die Zeitschrift erscheint mit vier Ausgaben im Jahr und veröffentlicht Arbeiten, die sich mit Aspekten der Physiologie, Biochemie und Molekularbiologie beschäftigen.
Der Impact Factor lag im Jahr 2014 bei 1,969. Nach der Statistik des ISI Web of Knowledge wird das Journal mit diesem Impact Factor in der Kategorie Physiologie an 51. Stelle von 83 Zeitschriften und in der Kategorie Biochemie und Molekularbiologie an 210. Stelle von 289 Zeitschriften geführt.